# غروسبيك
غروسبيك (بالإنجليزية: Groesbeck, Texas)‏ هي مدينة تقع بولاية تكساس في شمال شرق الولايات المتحدة. تبلغ مساحة هذه المدينة 9.8 (كم²)، وترتفع عن سطح البحر 146 م، بلغ عدد سكانها 4291 نسمة في عام 2000 حسب إحصاء مكتب تعداد الولايات المتحدة وتصل الكثافة السكانية فيها 440.6 نسمة/كم2.

## التركيبة السكانية
حدّد مكتب تعداد الولايات المتحدة بيانات التركيبة السكانية لغروسبيك في تعداد الولايات المتحدة. في ما يلي، التركيبة السكانية حسب تعدادي 2000 و2010.

### تعداد عام 2000
بلغ عدد سكان غروسبيك 4,291 نسمة بحسب تعداد عام 2000، وبلغ عدد الأسر 1,297 أسرة وعدد العائلات 878 عائلة مقيمة في المدينة. في حين سجلت الكثافة السكانية 378.7 نسمة لكل كيلومتر مربع (980.8/ميل2). وبلغ عدد الوحدات السكنية 1,457 وحدة بمتوسط كثافة قدره 128.6 لكل كيلومتر مربع (333.1/ميل2).
وتوزع التركيب العرقي للمدينة بنسبة 58.56% من البيض و24.91% من الأمريكيين الأفارقة و0.37% من الأمريكيين الأصليين و0.05% من الأمريكيين ذوي الأصول الآسيوية و0.02% من سكان جزر المحيط الهادئ و13.96% من الأعراق الأخرى و2.12% من عرقين مختلطين أو أكثر و17.53% من الهسبانيون أو اللاتينيون من أي عرق.
بلغ عدد الأسر 1,297 أسرة كانت نسبة 38% منها لديها أطفال تحت سن الثامنة عشر تعيش معهم، وبلغت نسبة الأزواج القاطنين مع بعضهم البعض 46.3% من أصل المجموع الكلي للأسر، ونسبة 16.9% من الأسر كان لديها معيلات من الإناث دون وجود شريك،  بينما كانت نسبة 4.5% من الأسر لديها معيلون من الذكور دون وجود شريكة وكانت نسبة 32.3% من غير العائلات. تألفت نسبة 30.2% من أصل جميع الأسر من عدة أفراد يعيشون في نفس المنزل ونسبة 17.8% كانت تتألف من شخص يعيش بمفرده يبلغ من العمر 65 عاماً أو أكثر. وبلغ متوسط حجم الأسرة المعيشية 2.55، أما متوسط حجم العائلات فبلغ 3.16.
بلغ العمر الوسطي للسكان 32.3 عاماً. وكانت نسبة 22.8% من القاطنين تحت سن الثامنة عشر، وكانت نسبة 7% بين الثامنة عشر والرابعة والعشرين عاماً، ونسبة 19.4% كانت واقعةً في الفئة العمرية ما بين الخامسة والعشرين والرابعة والأربعين عاماً، ونسبة 15% كانت ما بين الخامسة والأربعين والرابعة والستين، ونسبة 12.8% كانت ضمن فئة الخامسة والستين عاماً فما فوق. يوجد لكل 100 أنثى 90.0 ذكر، ويوجد لكل 100 أنثى في الثامنة عشر من عمرها فما فوق 82.7 ذكر.
بلغ متوسط دخل الأسرة في المدينة 24,880 دولارًا، أما متوسط دخل العائلة فبلغ 32,263 دولارًا. وكان متوسط دخل الذكور 24,704 دولارًا مقابل 18,167 دولارًا للإناث. وسجل دخل الفرد الخاص بالمدينة 12,005 دولارًا. وكانت نسبة 18.6% من العائلات ونسبة 21.4% من السكان تحت خط الفقر، وكان من هؤلاء نسبة 28.5% تحت سن الثامنة عشر ونسبة 23.8% في الخامسة والستين من العمر وما فوق.

### تعداد عام 2010
بلغ عدد سكان غروسبيك 4,328 نسمة بحسب تعداد عام 2010، وبلغ عدد الأسر 1,286 أسرة وعدد العائلات 864 عائلة مقيمة في المدينة. في حين سجلت الكثافة السكانية 382 نسمة لكل كيلومتر مربع (989.4/ميل2). وبلغ عدد الوحدات السكنية 1,473 وحدة بمتوسط كثافة قدره 130 لكل كيلومتر مربع (336.7/ميل2).
وتوزع التركيب العرقي للمدينة بنسبة 65.32% من البيض و20.22% من الأمريكيين الأفارقة و0.28% من الأمريكيين الأصليين و0.25% من الأمريكيين ذوي الأصول الآسيوية و11.25% من الأعراق الأخرى و2.68% من عرقين مختلطين أو أكثر و20.86% من الهسبانيون أو اللاتينيون من أي عرق.
بلغ عدد الأسر 1,286 أسرة كانت نسبة 38.3% منها لديها أطفال تحت سن الثامنة عشر تعيش معهم، وبلغت نسبة الأزواج القاطنين مع بعضهم البعض 45.8% من أصل المجموع الكلي للأسر، ونسبة 17% من الأسر كان لديها معيلات من الإناث دون وجود شريك،  بينما كانت نسبة 4.4% من الأسر لديها معيلون من الذكور دون وجود شريكة وكانت نسبة 32.8% من غير العائلات. تألفت نسبة 29.2% من أصل جميع الأسر من عدة أفراد يعيشون في نفس المنزل ونسبة 13.1% كانت تتألف من شخص يعيش بمفرده يبلغ من العمر 65 عاماً أو أكثر. وبلغ متوسط حجم الأسرة المعيشية 2.60، أما متوسط حجم العائلات فبلغ 3.25.
بلغ العمر الوسطي للسكان 34.4 عاماً. وكانت نسبة 22.3% من القاطنين تحت سن الثامنة عشر، وكانت نسبة 10.7% بين الثامنة عشر والرابعة والعشرين عاماً، ونسبة 32.6% كانت واقعةً في الفئة العمرية ما بين الخامسة والعشرين والرابعة والأربعين عاماً، ونسبة 21.1% كانت ما بين الخامسة والأربعين والرابعة والستين، ونسبة 13.2% كانت ضمن فئة الخامسة والستين عاماً فما فوق. وتوزع التركيب الجنسي للسكان بنسبة 57.8% ذكور و42.2% إناث.

## أعلام
- كلاي هاموند
- جو دون بيكر
- فرانكي سميث

## وصلات خارجية
- The US50 - Cities and Towns in Texas State